# Langebro Badeanstalt
 For alternative betydninger, se Langebro (flertydig). (Se også artikler, som begynder med Langebro)
Langebro Badeanstalt er en film med dokumentariske optagelser fra Badeanstalten Helgoland og fra Langebro Badenstalt (Rysensteens Søbadeanstalt).  
Filmen er produceret af Nordisk Films Kompagni.

## Handling
1) Vinterbadning ved Helgoland, hvor damer og herrer springer i isfyldt vand.
2) Optagelser fra Badeanstalten Rysensteen ved Langebro, hvor et muntert badeselskab af herrer - formentlig fra badeforeningen Sørøverne - springer i vandet og laver spøg og skæmt. En er klædt ud i dametøj, en anden kører i vandet på en cykel. Frokosten med pilsnere tages i vandet.